# 圣三一主教座堂 (夏洛特)
圣三一主教座堂（Holy Trinity Cathedral）是一个希腊正教会主教座堂，位于美国北卡罗来纳州夏洛特市。该堂是北卡罗来纳州唯一的东正教主教座堂。圣三一主教座堂属于希腊正教美国总教区和亚特兰大教区管辖。